# Diana Hilti
Diana Hilti (* 30. August 1973 in Chur) ist eine liechtensteinische Politikerin. Sie war von 2009 bis 2013 Abgeordnete im liechtensteinischen Landtag.

## Biografie
Hilti studierte Rechtswissenschaft an der Universität St. Gallen und absolvierte im Herbst 2004 ihre Rechtsanwaltsprüfung. Seit 2005 ist sie Geschäftsführerin der Liechtensteinischen Rechtsanwaltskammer.
Im Februar 2009 wurde sie für die Vaterländische Union in den Landtag des Fürstentums Liechtenstein gewählt. Dort war sie als Abgeordnete Mitglied der Finanzkommission, eine der drei ständigen Kommissionen des Landtages. Ab 2011 war sie Vorsitzende der Finanzkommission und löste damit ihren Parteikollegen Günther Kranz ab. Bei der Landtagswahl im Februar 2013 trat sie nicht mehr an.